# Apêndice (entomologia)

Apêndice unirrâmeo de um insecto.
A: coxa; B: trocânter; C: fémur; D: tíbia; E: tarso.

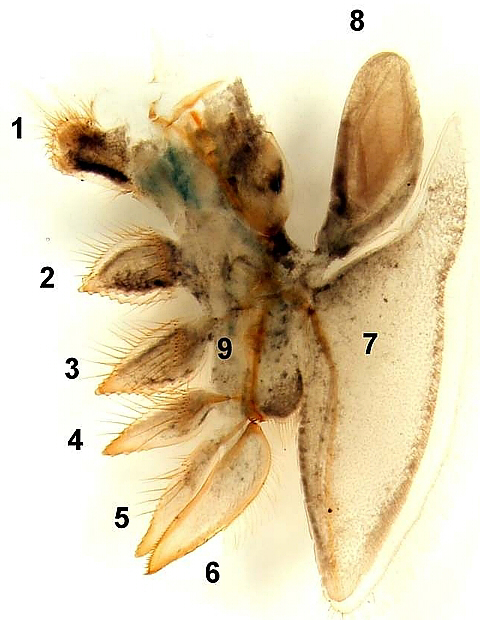
Apêndice birrâmeo de um crustáceo (Triops).
1-5: enditos; 6: endopódio; 7: exopódio; 8: epipódio; 9: protopódio.

Apêndice é a designação dada às estruturas anatômicas pares dos artrópodes, formadas por elementos articulados entre si, que se inserem como apêndices nos metâmeros do corpo do artrópode. A condição primitiva é a presença de um par de apêndices similares em cada metâmero, disposição que é conservada em poucos artrópodes atuais. Nesta acepção, as asas dos insetos não são consideradas apêndices.

## Estrutura
A característica fundamental dos apêndices, que dá nome ao grupo (arthro, articulado + podo, pé), consiste na presença de uma série de peças, os artículos, unidas entre si por uma membrana articular elástica que permite o movimento relativo entre elas. Os artículos são anéis vazios dotados de musculatura estriada própria e conexões nervosas autónomas, o que permite ao artrópode realizar com eles movimentos rápidos e precisos.

## Tipos de apêndices
A estrutura básica dos apêndices dos artrópodes é constituída por uma parte basal, ou proximal, que serve como estruturas de ligação com o corpo o metâmero de inserção, ou seja com o corpo em sentido estrito, e uma parte distal que, em princípio, teria função locomotora. Dependendo da morfologia da parte distal, os apêndices são classificados em dois tipos morfológicos:
- Apêndices unirrâmios — são apêndices com um único eixo, isto é desprovidos de qualquer ramificação ao longo da sua estrutura central. Nestes apêndices, a região proximal é denominada coxopódio e a distal telopódio, sendo constituídas por um número variável de artículos. O coxopódio apresenta em geral expansões denominadas epipoditos (ou exitos), situadas na parte externa, e enditos, localizadas na parte interna. Os apêndices unirrâmios são típicos dos artrópodes terrestres (aracnídeos, miriápodes e insectos).
- Apêndices birrâmios — são apêndices com dois eixos, isto é bi-ramificados. Nestes apêndices, a região proximal recebe a designação de protopódio ou simpódio, na qual se articulam os dois ramos. O ramo principal é o interno (endopódio); o ramo secundário é o externo (exopódio). O protopódio pode apresentar também protopoditos e enditos, para além de epipódios com função respiratória. Os apêndices birrâmios são típicos dos artrópodes aquáticos (trilobites e crustáceos).

Não existe conhecimento seguro que permita determiner qual dos tipos de apêndice apareceu primeiro no curso da evolução. Ao longo do tempo foram apresentadas e defendias as três hipóteses possíveis: (1) o modelo primitivo era unirrâmio; (2) o modelo primitivo era birrâmio; e (3) unirrâmios e birrâmios tiveram origem evolutiva independente.

## Apêndices dos artrópodes
A enorme biodiversidade dos artrópodes reflecte-se no número de tipos distintos de apêndices. Para além disso, é frequente aplicar nomes distintos a apêndices homólogos de diferentes grupos de artrópodes e, por vezes, apêndices não homólogos recebem o mesmo nome em diferentes taxa. Desta diversidade de formas e de tradições nomeclaturais resulta um conjunto alargado e complexo de termos usados na descrição taxonómica.
- Antenas (trilobites, crustáceos, miriápodes, insectos)
- Antênulas (crustáceos)
- Gnatopódios (trilobites, crustáceos, aracnídeos)
- Fieiras (aranhas)
- Pentes (escorpiões)
- Labro (miriápodes, insectos)
- Mandíbulas (crustáceos, miriápodes, insectos)
- Maxilas (crustáceos, miriápodes, insectos)
- Maxilípedes (crustáceos)
- Maxílulas (crustáceos)
- Ovígeros (picnogonídeos)
- Patas (todos)
- Pedipalpos (quelicerados)
- Pereópodes (crustáceos)
- Pleópodes (crustáceos)
- Quelíceras (quelicerados)
- Quelíforos (picnogonídeos)
- Toracópodes (crustáceos)
- Urópodes (crustáceos